# Doze Futebol Clube
O Doze Futebol Clube (conhecido simplesmente como Doze ou ainda como Doze FC) é uma agremiação esportiva brasileira com sede na cidade de Vitória, no Estado do Espírito Santo. O clube foi fundado em 12 de Dezembro de 2014 por um grupo de empresários liderados por Israel Levi, com intuito de aplicar um novo formato de gestão e entretenimento no futebol brasileiro, o Crowdmanaging. 

## História

### Fundação
Insatisfeito com o formato de gestão dos clubes brasileiros e como os torcedores são tratados pelos mesmos, Israel Levi iniciou em 2012 estudos para desenvolver um novo método de gestão que potencializasse os resultados e tivesse maior participação do principal interessado no futebol: o torcedor. Após alguns anos de pesquisas e aperfeiçoamento do projeto junto a universidades americanas, Israel chegou ao modelo que ele próprio intitulou de Crowdmanaging. Com o conceito idealizado e um projeto que promete revolucionar a forma de fazer futebol, Israel começou sua peregrinação para testar a ideia. Após apresentar a alguns amigos, empresários de diversos setores, e ter imediata aderência, chegou a hora de colocar em prática e tirar o Doze do papel.
Começava, então, uma nova etapa, a busca de parceiros para a execução do projeto. O primeiro contrato foi fechado em 13 de outubro de 2014 com a empresa de marketing esportivo Serápis Bey Sports & Marketing (ou SB Sports como é mais conhecida), que desde então é responsável por todo o planejamento e gestão do departamento de marketing e comercial do clube. A SB Sports iniciou os trabalhos imediatamente, desenvolvendo da marca (escudo), identidade visual e buscando patrocinadores e parceiros para o clube, fechando os primeiros contratos com a Ícone Sports – para fornecimento todo o material esportivo para as duas primeiras temporadas do Doze – e com o Hotel Fazenda China Park – que será o Centro de Treinamento da equipe. Outro importante contrato fechado foi com Costa & Martins Advogados Associados, responsável por toda parte jurídica do clube.
Após a filiação na Federação de Futebol do Estado do Espírito Santo (FES) e confirmar a participação no Campeonato Capixaba da Série B, o clube começou a organizar o departamento de futebol e a busca por atletas para formação do primeiro time profissional. Os primeiros jogadores anunciados pelo Doze Futebol Clube foram o zagueiro Irineu e o volante Rildo. Pouco depois, o ex-atacante Sorato e o ex-goleiro Carlos Germano foram confirmados como técnico e auxiliar-técnico, respectivamente. Outro nome de peso contratado foi o experiente volante Jonílson.

### Acesso à Série A
No primeiro jogo oficial da sua história, o Doze Futebol Clube venceu o Grêmio Laranjeiras (GEL) por 1 a 0, no Estádio Salvador Costa, em Vitória, pela Série B do Campeonato Capixaba de 2015. O volante Luan, de pênalti, aos 31 minutos do primeiro tempo, marcou o primeiro gol da história do clube.
No primeiro ano de existência, o Doze conquistou o acesso para o Campeonato Capixaba da Série A, com uma rodada de antecedência no quadrangular final, após vencer o GEL, por 3 a 0 (gols de William Chrispim, Diego Godinho e Danilo Silva).
O clube terminou o campeonato com o vice-campeonato.
No Capixabão de 2016 faz uma campanha irregular no Grupo Sul e disputa o Quadrangular do Rebaixamento.
No "Quadrangular da Morte", o Doze garante-se na Série A de 2017.

### Vice-campeão da Série A, rebaixamento e inatividade
Em 2017, o clube treina na cidade de Marataízes no sul do estado e manda seus jogos no Campeonato Capixaba no Estádio José Olívio Soares em Itapemirim.
Na primeira fase, classifica-se às semifinais com a segunda colocação.
O Doze elimina o Espírito Santo nas semifinais com dois empates em 0 a 0 por tem melhor campanha que o seu adversário e alcança a final pela primeira vez na sua história.
O clube é derrotado pelo Atlético Itapemirim no segundo jogo da final por 2 a 1 no Estádio Sumaré em Cachoeiro de Itapemirim e termina com o vice-campeonato inédito. Porém, no Campeonato Capixaba de 2018, o Doze termina na penúltima colocação e é rebaixada à Série B.
Em 2019, o Doze não confirma sua participação na Série B, entrando em inatividade no futebol profissional pela primeira vez desde sua estreia em 2015.

## O clube

### Nome
Os clubes no mundo todo vêem o torcedor como seu décimo segundo jogador, pela forte influência que a torcida pode exercer nos jogos, tanto motivando quanto reprimindo os jogadores. O nome Doze expressa, além deste aspecto, a força e poder de decisão que os nossos torcedores terão em todos os âmbitos de gestão. Literalmente, os torcedores terão a responsabilidade de definir os rumos do clube.

### Associados
Até o momento, o clube tem pouco mais de cem sócios-diretores, que decidem como e onde investir, deliberando inclusive sobre as contratações.

## Campanhas de destaque
- Vice-campeão Capixaba: 2017
- Vice-campeão Capixaba - Série B: 2015

## Partidas históricas
Esta é uma lista de algumas das partidas mais importantes da história do Doze.
- Doze 1 x 0 Grêmio Laranjeiras (15 de março de 2015) - Estádio Salvador Costa

Primeira partida oficial da história do clube.
- Doze 3 x 0 Grêmio Laranjeiras (10 de junho de 2015) - Estádio Engenheiro Araripe

Jogo do acesso à Série A do Capixaba de 2016.
- Doze 1 x 0 Espírito Santo (28 de fevereiro de 2016) - Estádio Sumaré

Primeira vitória na elite do Campeonato Capixaba.

## Estatísticas

### Participações
|  | Participações em 2019 |

| Competição              | Competição          | Temporadas | Melhor campanha     | Anos      | P | R |
| Espírito Santo (estado) | Campeonato Capixaba | 3          | Vice-campeão (2017) | 2016-2018 |   | 1 |
| Espírito Santo (estado) | Série B             | 1          | Vice-campeão (2015) | 2015      | 1 |   |
| Espírito Santo (estado) | Copa Espírito Santo | 1          | 6º colocado (2015)  | 2015      |   |   |

## Símbolos

### Escudo
O Doze escolheu o pássaro para integrar o escudo do time, símbolo máximo, pois na natureza é o animal que melhor representa o conceito de Crowdmanaging. Pois, embora tenham autonomia limitada de voo quando sozinhos, ao adotarem o sistema de voo em bando no formato “V” eles conseguem alcançar maiores distâncias e velocidade. Além disso, não há a figura de um líder permanente e sim um revezamento entre os pássaros na liderança do bando para maior desempenho. O escudo ainda conta com o nome da equipe (Doze FC) na parte superior e um número "12" na parte inferior.

### Uniformes

#### Temporada 2018
| Uniforme nº1 | Uniforme nº2 |

#### Temporada 2017
| Uniforme nº1 | Uniforme nº2 |

#### Temporada 2016
| Uniforme nº1 | Uniforme nº2 |

#### Temporada 2015
| Uniforme nº1 | Uniforme nº 2 |

### Mascotes
O mascote oficial é um pássaro, que representa as aves migratórias.

## E-Sports
Em 2017, o Doze FC se tornou o primeiro clube profissional a ter um clube virtual no modo Pro Clubs do simulador de futebol da EA Games, o FIFA. Com um ano de existência, o clube virtual se encontra na Primeira Divisão, tendo chegado na final da Copa Brasileira e foi vencedor da  Virtual Professional Soccer League (VPSL) no Xbox One.